# Tibor Nyilas
Tibor Andrew Nyilas (3 de junio de 1914-19 de mayo de 1986) fue un deportista estadounidense que compitió en esgrima, especialista en la modalidad de sable. Participó en cuatro Juegos Olímpicos de Verano entre los años 1948 y 1960, obteniendo una medalla de bronce en Londres 1948 en la prueba por equipos.

## Palmarés internacional
| Juegos Olímpicos | Juegos Olímpicos      | Juegos Olímpicos  | Juegos Olímpicos  |
| Año              | Lugar                 | Medalla           | Prueba            |
| ---------------- | --------------------- | ----------------- | ----------------- |
| 1948             | Londres (Reino Unido) | Medalla de bronce | Sable por equipos |